# 莫尔德
莫尔德（挪威語： 聆听ⓘ），是挪威默勒-鲁姆斯达尔郡的市镇，位于罗姆达尔峡湾畔。市镇的行政中心为莫尔德市，该市同时为所属郡的首府。
每年七月中旬，莫尔德都会举办一项全世界最大、最重要且历史最悠久的国际性爵士音乐节——莫尔德国际爵士音乐节。

## 名人
- 谢尔·马格纳·邦德维克：挪威首相

## 友好城市
- 丹麦瓦埃勒
- 瑞典布罗斯
- 芬兰米凯利
- 捷克捷克利帕